# The Legend of Kage
The Legend of Kage is een computerspel dat werd ontwikkeld en uitgegeven door Taito. Het spel kwam in 1985 uit als arcadespel. Hierna kwam en versie beschikbaar voor de homecomputer. 

## Platforms
| Jaar | Platform                                         |
| ---- | ------------------------------------------------ |
| 1985 | Arcade                                           |
| 1986 | Amstrad CPC, Commodore 64, MSX, NES, ZX Spectrum |
| 2006 | Wii Virtual Console                              |
| 2014 | Nintendo 3DS                                     |

## Ontvangst
| Beoordeeld door       | Platform     | Datum            | Score |
| --------------------- | ------------ | ---------------- | ----- |
| The Video Game Critic | NES          | 1 februari 2009  | 83%   |
| VideoGame             | NES          | maart 1991       | 60%   |
| Pixel-Heroes.de       | NES          | 18 januari 2009  | 50%   |
| Pixel-Heroes.de       | Commodore 64 | 18 januari 2009  | 40%   |
| Just Games Retro      | NES          | 17 april 2001    | 38%   |
| Tilt                  | Commodore 64 | maart 1987       | 35%   |
| Nintendo Life         | Wii          | 20 februari 2007 | 20%   |
| Thunderbolt Games     | NES          | 13 juni 2009     | 20%   |
| IGN                   | Wii          | 21 februari 2007 | 20%   |